# Євдокимов (кратер)
Кратер Євдокимов — ударний кратер на зворотному боці Місяця. Найближчими сусідами кратера є кратери Евершед на заході,  Кулик на північ-північ-заході, Гадомський на схід-північ-сході, Блажко на південному сході і Ван ден Берг на південному заході. Кратер утворився у Нектарському періоді. 
Являє собою старе еродоване утворення з майже непомітним валом, що більше нагадує невеликий виступ на поверхні. Вал краще сформований у західній та східній частинах. Біля внутрішнього схилу у північно-східній частині має помітний менший кратер з відносно високим альбедо, облямований невеликим яскравим слідом викиду порід. Поверхня — невиразна, має лише декілька малопомітних і нечітких менших кратерів.

## Кратери-супутники
| Євдокимов | Широта       | Довгота       | Діаметр |
| --------- | ------------ | ------------- | ------- |
| G         | 33.9° пн. ш. | 150.5° зх. д. | 48 км   |
| N         | 31.7° пн. ш. | 153.7° зх. д. | 27 км   |

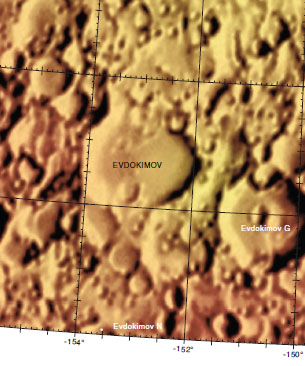
Фрагмент карти LAC-34.

Кратер-супутник Євдокимов G також утворився у Нектарському періоді.

## Іншомовні джерела
- Andersson, L. E.; Whitaker, E. A. (1982). NASA Catalogue of Lunar Nomenclature. NASA RP-1097.
- Blue, Jennifer (25 липня 2007). Gazetteer of Planetary Nomenclature. USGS. Архів оригіналу за 8 квітня 2012. Процитовано 5 серпня 2007.
- Bussey, B.; Spudis, P. (2004). The Clementine Atlas of the Moon. New York: Cambridge University Press. ISBN 978-0-521-81528-4.
- Cocks, Elijah E.; Cocks, Josiah C. (1995). Who's Who on the Moon: A Biographical Dictionary of Lunar Nomenclature. Tudor Publishers. ISBN 978-0-936389-27-1.
- McDowell, Jonathan (15 липня 2007). Lunar Nomenclature. Jonathan's Space Report[en]. Архів оригіналу за 26 травня 2012. Процитовано 24 жовтня 2007.
- Menzel, D. H.; Minnaert, M.; Levin, B.; Dollfus, A.; Bell, B. (1971). Report on Lunar Nomenclature by the Working Group of Commission 17 of the IAU. Space Science Reviews. 12 (2): 136—186. Bibcode:1971SSRv...12..136M. doi:10.1007/BF00171763.
- Moore, Patrick (2001). On the Moon. Sterling Publishing Co.[en]. ISBN 978-0-304-35469-6.
- Price, Fred W. (1988). The Moon Observer's Handbook. Cambridge University Press. ISBN 978-0-521-33500-3.
- Rükl, Antonín (1990). Atlas of the Moon. Kalmbach Books[en]. ISBN 978-0-913135-17-4.
- Webb, Rev. T. W. (1962). Celestial Objects for Common Telescopes (вид. 6th revised). Dover. ISBN 978-0-486-20917-3.
- Whitaker, Ewen A. (1999). Mapping and Naming the Moon. Cambridge University Press. ISBN 978-0-521-62248-6.
- Wlasuk, Peter T. (2000). Observing the Moon. Springer. ISBN 978-1-85233-193-1.